# Martin Van Maële

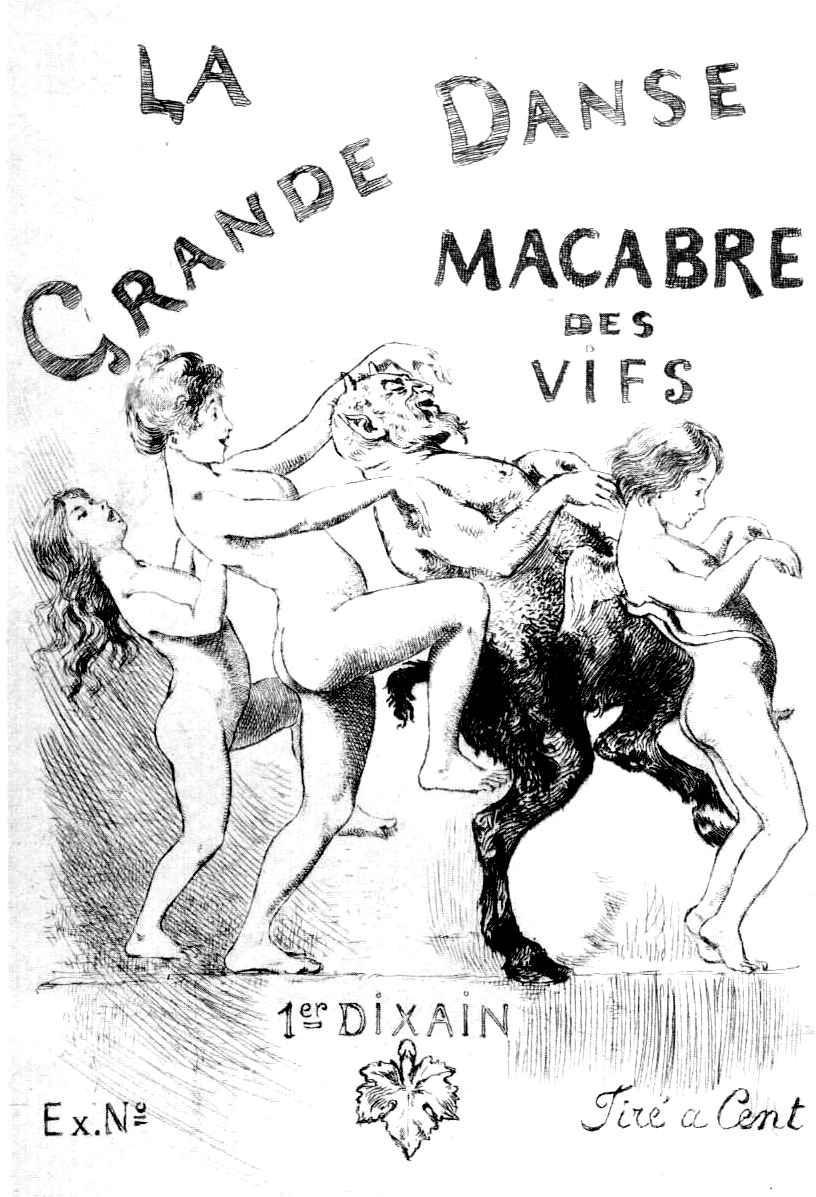
Dibujo de Maele para la obra La Grande Danse macabre des vifs de 1905

Martin Van Maele, nombre artístico de Maurice François Martin van Maële (12 de octubre de 1863, Boulogne-sur-Seine-5 de septiembre de 1926, Varennes-Jarcy), fue un dibujante francés conocido por sus ilustraciones eróticas.

## Vida
Fue hijo del grabador y profesor en la Academia de Bellas Artes, Louis Alfred Martin y de Virginie Mathilde Jeanne van Maele. Formó su seudónimo con los apellidos paterno y materno. Se casó con Marie Françoise Genet y el matrimonio no tuvo hijos. Murió a los 62 años y su cuerpo fue enterrado en el cementerio de Varennes-Jarcy.

## Obra
La mayor parte de sus trabajos los realizó en París y Bruselas. Su primer trabajo de importancia fue para el libro Los primeros hombres en la Luna, de H.G. Wells, en su primera traducción francesa con el nombre  Les Premiers Hommes dans la Lune. editada por Félix Juven, en 1901.También para la editorial Juven, realizó las ilustraciones de las ediciones francesas de los libros de la serie de Sherlock Holmes. Ilustró poemas de Paul Verlaine y la novela Thais, de Anatole France. Es reconocido por sus ilustraciones eróticas.